# Josh Charnley

a Compétitions nationales et continentales officielles uniquement.

b Matchs officiels uniquement.
Dernière mise à jour le 2 juin 2025.
Josh Charnley, né le 26 juin 1991 à Chorley (Angleterre), est un joueur de rugby à XIII anglais évoluant au poste d'ailier ou de centre, ayant également effectué une expérience de deux années en rugby à XV. 

## Carrière
Josh Charnley fait ses débuts en Super League avec les Hull Kingston Rovers lors de la saison 2010 où il était prêté par les Wigan Warriors puis la finit dans ce dernier,. Il prend une place de titulaire à Wigan lors de la saison 2011 où rapidement il devient l'un des meilleurs marqueurs d'essais de la Super League (vingt-trois en 2011, trente-deux en 2012, trente-quatre en 2013). Ses bonnes performances en club l'amènent à être appelé en sélection anglaise disputant notamment la Coupe du monde 2013, où il atteint les demi-finales.
En 2016, il rejoint le club de rugby à XV des Sale Sharks en Premiership.
Après deux saisons mitigées à XV, il retourne jouer en Super League avec les Warrington Wolves. Au cours de la saison 2022, il rejoint les Leigh Leopards en prêt jusqu'à la fin de l'année, tout en signant également un contrat pour les deux saisons suivantes,.
Il est le deuxième meilleur marqueur l'histoire de la Super League, derrière Ryan Hall.

## Palmarès

### Collectif
- Vainqueur de la Super League : 2010, 2013 et 2016 (Wigan Warriors).
- Vainqueur de la Challenge Cup : 2011, 2013 (Wigan Warriors) et 2019 (Warrington).
- Finaliste de la Super League : 2018 (Warrington).
- Finaliste de la Challenge Cup : 2018 (Warrington Wolves).

### Individuel
- Meilleur marqueur d'essais en Super League : 2012 et 2013 (Wigan Warriors).
- Sélection en équipe de rêve de la Super League : 2012 et 2013 (Wigan Warriors).